# Финал Кубка Гагарина 2025
Финал Кубка Гагарина 2025 — решающая серия розыгрыша плей-офф Кубка Гагарина в сезоне Континентальной хоккейной лиги 2024/2025. В финале приняли участие чемпионы Западной и Восточной конференций, ярославский «Локомотив» и челябинский «Трактор» соответственно.

## Формат финала
Финальная серия состоит из максимум семи игр и шла до четырёх побед, в формате Д-Д-Г-Г-Д-Г-Д. Преимущество домашней площадки получила команда, занявшая наивысшее место в лиге по итогам регулярного сезона. В случае ничейного результата по итогам основного времени матча назначается 20-минутный овертайм в формате «пять на пять» до первой заброшенной шайбы. Количество овертаймов не ограничено.

## Предыдущее участие в финале
В данной таблице учитываются только финалы Кубка Гагарина (с 2009 года).
| Команда     | Предыдущие финалы (победы выделены) |
| ----------- | ----------------------------------- |
| «Локомотив» | 2 (2009, 2024)                      |
| «Трактор»   | 1 (2013)                            |

## Путь к финалу

### Локомотив
Локомотив занял первое место в своей конференции и во всей лиге, набрав 102 очка и заимел 72 % побед. Ярославский клуб выиграл Кубок Континента.
- В четвертьфинале Западной конференции Локомотив обыграл нижегородский Торпедо 4-0 в серии[1].
- В четвертьфинале Кубка Гагарина Локомотив обыграл омский Авангард 4-3 в серии[1].
- В полуфинале Кубка Гагарина Локомотив обыграл уфимский Салават Юлаев 4-1 в серии[1].

### Трактор
Трактор занял первое место в своей конференции и второе во всей лиге, набрав 96 очков и заимел 55 % побед. Челябинский клуб мог выиграть Кубок Континента, но до трофея им не хватило лишь шести очков.
- В четвертьфинале Восточной конференции Трактор обыграл владивостокский Адмирал 4-2 в серии[1].
- В четвертьфинале Кубка Гагарина Трактор обыграл минский Динамо 4-1 в серии[1].
- В полуфинале Кубка Гагарина Трактор обыграл московский Динамо 4-1 в серии[1].

### Предыдущие встречи команд
Эта встреча стала второй для «Локомотива» и «Трактора» в истории плей-офф Кубка Гагарина. Первая встреча в плей-офф между нынешними соперниками состоялась в полуфинале плей-офф Кубка Гагарина 2024 года. В той серии победу одержала команда из Ярославля, закончив серию со счётом 4:0. В регулярном чемпионате сезона 2024/25 команды дважды играли между собой: 3 ноября «Локомотив» оказался сильнее «Трактора» (3:5 в гостях), в повторном матче в Ярославле сильнее так же оказались железнодорожники (4:2).

## Арены
| Ярославль          | Арена 2000 ЛА «Трактор»Арены финала Кубка Гагарина 2025 | Челябинск                                   |
| Арена 2000         | Арена 2000 ЛА «Трактор»Арены финала Кубка Гагарина 2025 | Ледовая арена «Трактор» им. В. К. Белоусова |
| Вместимость: 8 905 | Арена 2000 ЛА «Трактор»Арены финала Кубка Гагарина 2025 | Вместимость:7 500                           |
|                    | Арена 2000 ЛА «Трактор»Арены финала Кубка Гагарина 2025 |                                             |

## Результаты матчей
| Обладатель Кубка Гагарина 2025     |
| ---------------------------------- |
| Локомотив (Ярославль) первый титул |